# Wetterscheider
Ein Wetterscheider ist ein wettertechnisches Bauwerk, das im Bergbau zur Wetterführung in den Grubenbauen verwendet wird. Wetterscheider, die in Strecken eingebaut werden, nennt der Bergmann Streckenscheider. Wetterscheider, die in Schächten eingebaut werden, bezeichnet man als Schachtwetterscheider.

## Grundlagen und Geschichtliches
Bereits im 16. Jahrhundert war man beim Stollenbau im Harzer Bergbaurevier bestrebt, die Bewetterung der Stollen zu verbessern. Ziel war es, durch geeignete Maßnahmen einen künstlichen Wetterzug zu erzeugen. Aus ökonomischen Gründen versuchte man, die Anzahl der Lichtlöcher dadurch auf ein notwendiges Minimum zu reduzieren. Hierzu wurde ein Zwischenboden in den Stollen eingebaut, um dadurch sowohl die Frischwetter als auch die Abwetter durch den Stollen zu führen. Bei kleineren Bergwerken war oftmals der Betrieb von zwei Schächten zu kostspielig, sodass man hier den Schacht mit einem Wetterscheider senkrecht aufteilte und beide Wetterströme durch einen Schacht führte. Dieses sogenannte „Einschachtsystem“ wurde früher im Kalibergbau verwendet.

## Streckenscheider
Streckenscheider werden in zwei unterschiedlichen Variationen gebaut, als horizontale Streckenscheider oder als vertikaler Streckenscheider. Bei horizontalen Streckenscheidern wird der Wetterscheider entweder im Bereich der Streckensohle oder im Bereich der Firste eingebaut. Beim Einbau im Sohlenbereich wird der Wetterscheider als verdecktes Tragwerk gebaut. Hierzu wird Grubenholz verwendet und damit ein zweiter Boden über dem Liegenden erstellt. Die Bretter werden mittels Nut und Feder ineinander gefügt. Nach Möglichkeit werden die Bretter im Anschluss noch kalfatert. Anschließend wird das so erstellte Tragwerk mit Bergematerial überdeckt. Eine andere Möglichkeit, einen Wetterscheider im Sohlenbereich zu erstellen, ist die Erstellung einer Gewölbemauerung über einer Wasserseige. Allerdings muss hierbei in der Strecke eine tiefe Wasserseige vorhanden sein, über die dann ein flaches Gewölbe aus Ziegelsteinen gemauert wird. Die Anbringung der horizontalen Wetterscheider im Firstenbereich wird nur selten angewendet. Horizontale Wetterscheider sind für enge Strecken mit großer Höhe geeignet.
Vertikale Wetterscheider werden entweder aus Holz gezimmert oder mittels einer Fachwerkmauerung erstellt. Die gezimmerten Wetterscheider werden aus einem Holzgerippe aus 105 Millimeter starken quadratischen Bohlen erstellt. Auf diese Holzwände wird eine mit Wasserglas getränkte Segelleinwand aufgebracht. Solche Wetterscheider sind relativ schnell zu erstellen und kostengünstiger als gemauerte Streckenscheider. Für die gemauerten Wetterscheider werden zunächst Grubenstempel aus Holz gestellt. Zwischen die Stempel werden dann Ziegelsteine auf halbe Steinstärke oder hochkant gemauert. Dabei dienen die Holzstempel als Fachwerk. Vertikale Streckenscheider sind für breite Strecken mit seigeren oder zumindest annähernd seigeren Stößen geeignet.

## Schachtwetterscheider
Schachtwetterscheider wurden überwiegend aus Holz hergestellt. Diese Konstruktionen haben den Vorteil, dass sie eine gewisse Elastizität besitzen, außerdem lassen sie sich bei Reparaturarbeiten leichter bearbeiten und benötigen weniger Platz. Auch hier werden die einzelnen Bretter mittels Nut und Feder ineinander gefugt. Die Fugen werden anschließend abgedichtet, indem man entweder schmale Latten über die Fuge nagelt oder den Wetterscheider mit in Teer getränkter Leinwand abdeckt. Gemauerte Wetterscheider sind in Schächten nicht geeignet. Dies liegt daran, dass die Mauerung durch Erschütterungen undicht wird.  Auch nehmen Fachwerkscheider einen größeren Platz ein als hölzerne Scheider. Eine weitere Möglichkeit für die Erstellung von Schachtwetterscheidern ist die Verwendung von verzinktem Wellblech. Zur Befestigung der Bleche werden U-Profileisen an den Schachtstößen befestigt und mit Zement abgedichtet. An die U-Eisen werden die Bleche so angenietet, dass sich die Falten des Blechs in horizontaler Position befinden. Die Nahtstellen werden mit in Mennigekitt getränkten Leinwandstreifen abgedichtet. An das obere Ende der Scheidewand wird eine Lutte angeschlossen, über die dann Frischluft durch den Wetterscheider in das Grubengebäude geblasen wird. Die Lutte wird mit dem anderen Ende an einen Wetterhut angeschlossen. Eine stärkere Bewetterung wird mit einem Grubenlüfter erzeugt.

### Nachteile und Gefahren
Ein großer Nachteil bei Schachtwetterscheidern ist die ungenügende Dichtigkeit. Aufgrund der Fugen und der Abschlusskanten an der Schachtwandung ist es sehr schwierig, einen richtig dichten Schachtwetterscheider zu erstellen. Noch schwieriger ist es, die Konstruktion dauerhaft dicht zu halten. Bedingt dadurch, dass der Schacht nicht absolut unbeweglich steht, sondern zusammen mit dem Gebirge in Bewegung ist, kommt es zu Zug- und Druckbelastungen der Materialien. Außerdem kommt es bei der Schachtförderung zu unvermeidlichen Erschütterungen und Stößen, die ebenfalls das Material belasten. Zusätzlich werden die Wände des Schachtwetterscheiders durch die Depression mit einem relativ hohen seitlichen Druck belastet. Dadurch werden die Wände stark auf Biegung beansprucht. Insbesondere beim Einsatz kräftiger Grubenlüfter werden die Wände stark beansprucht und müssen gegen das Eindrücken geschützt werden.
Verhängnisvoll kann eine starke Beschädigung des Schachtwetterscheiders durch eine Schlagwetterexplosion oder durch einen Grubenbrand werden. Dadurch kommt es im Schacht zu einem Wetterkurzschluss mit verheerenden Folgen. Aus diesem Grund sind im deutschen Steinkohlenbergbau Schachtwetterscheider verboten.